# 无斑羊舌鲆
无斑羊舌鲆（学名：Arnoglossus aspilos）为輻鰭魚綱鰈形目鰈亞目鲆科羊舌鲆属的鱼类，俗名一色羊舌鲽。分布于西达逻湾、马六甲海峡、南达爪哇海及苏拉威西岛以及台湾台北及东港等，為熱帶海水魚，棲息深度30-71公尺，體長可達19公分，棲息在沙泥底質底層水域，以底棲生物為食，生活習性不明，可作為食用魚。该物种的模式产地在雅加达。